# It It Anita
It It Anita is een Belgische noiserockformatie. Het kwartet omarmt de Noise uit de jaren '90, maar weet er wel een compleet eigen draai aan te geven. De band bestaat uit Mike Goffard, Damien Aresta, Elliot Stassen en Bryan Hayart. De bandleden komen allemaal uit de omgeving van Luik.

## Geschiedenis
It It Anita ontstond in 2012 als samenwerking tussen Mike Goffard (Malibu Stacy) en Damien Aresta (JauneOrange).
Voor hun eerste titelloze debuut-EP werkte de band samen met Jason Sebastian Russo van Mercury Rev. De plaat verscheen in 2014 op het Luikse Honest House label. Een goed jaar later volgde er een tweede EP. Hiervoor werd de Amerikaanse producer John Agnello overgevlogen. De plaat kreeg de logische titel 'Recorded by John Agnello'. Een verwijzing die later nog wel vaker zou terugkomen. 
Voor hun volgende plaat 'AGAAIIN' werkte de band opnieuw samen met John Agnello, maar deze keer trok de band naar New York, naar de beruchte Water Music Studio, een plek waar oa. Sonic Youth, Social Distortion, Jimmy Eat World, Ryan Adams, Dinosaur Jr, Cymbals Eat Guitars, en Ben Folds Five eerder al legendarische platen opnamen. Na de release van de plaat gingen ze mee op tour door Europa met de band And So I Watch You from Afar. Een van de hoogtepunten was oa. een 4-sterren recensies in het Franse Rolling Stone magazine.
In 2018 verscheen het album 'Laurent', opnieuw een verwijzing naar de producer van de plaat, nl. Laurent Eyen. Deze plaat verscheen voor het eerst op het Franse label Vicious Circle Records. In hetzelfde jaar werd de band  genomineerd voor een D6BELS en Sabam Award. 
Op 25 november verscheen er een eerste single (Cucaracha) uit het nieuwe album 'Sauvé' dat in 2021 zal verschijnen. Tijdens de tour Sauvé, in maart 2022, na het vertrekken van Damien Aresta, gaat It It Anita verder als trio.
De band speelde onder meer op Eurosonic (NL), The Great Escape (UK), MAMA-festival (FR), Le Guess Who (NL), FME-festival (CA), Monkey Week (ES), Lokerse Feesten, Pukkelpop en Dour Festival.
Ze toerden door gans Europa en Canada en hebben ondertussen al meer dan 300 concerten op de teller staan.

## Discografie

### Albums
- 2023: Mouche
- 2021: Sauvé (Vicious Circle Records)
- 2018: Laurent (Vicious Circle Records)
- 2016: AGAAIIN (Luik Records)

### Ep's
- 2016: The Split (Split-album met Hypochristmutreefuzz)
- 2015: Recorded by John Agnello (Luik Records)
- 2014: It It Anita (Honest House)

### Singles
- 2020: "Cucaracha" (Vicious Circle Records)
- 2019: "Rushing" (Vicious Circle Records)
- 2019: "Engraved" (Vicious Circle Records)
- 2018: "Say No" (Vicious Circle Records)
- 2018: "Another Canceled Mission" (Vicious Circle Records)